# 1887 en Colombie-Britannique
Chronologie de la Colombie-Britannique
- 1883
- 1884
- 1885
- 1886
- 1887
- 1888
- 1889
- 1890
- 1891

Cette page concerne des événements qui se sont produits durant l'année 1887 dans la province canadienne de Colombie-Britannique.

## Politique

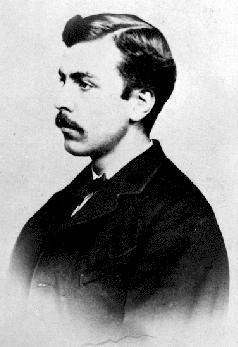
Alexander Edmund Batson Davie

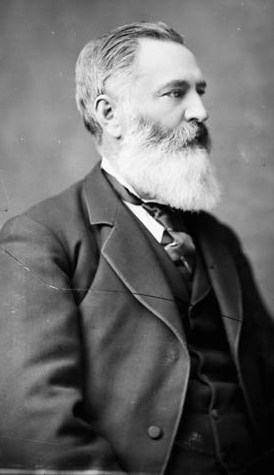
Hugh Nelson

- Premier ministre : William Smithe puis Alexander Edmund Batson Davie.
- Chef de l'Opposition :
- Lieutenant-gouverneur : Clement Francis Cornwall puis Hugh Nelson
- Législature :

## Événements
- 1er avril : Alexander Edmund Batson Davie devient premier ministre de la Colombie-Britannique remplaçant William Smithe décédé durant son mandat.
- 3 mai : explosion dans une mine de charbon à Nanaimo en Colombie-Britannique tuant 148 mineurs.

## Décès
- 28 mars : William Smithe, premier ministre de la Colombie-Britannique alors qu'il était en fonction.